# Chemische Energie

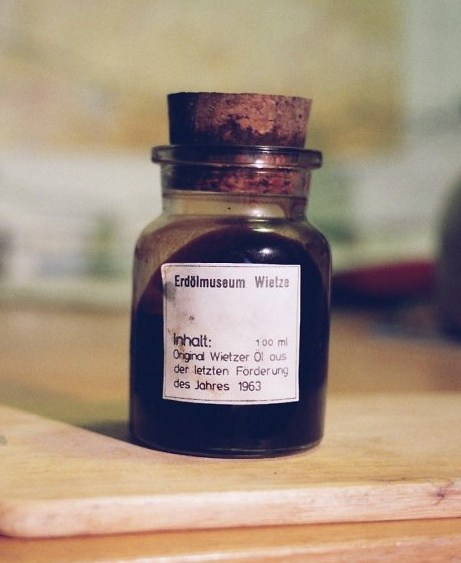
Die Chemische Energie in Erdöl ist die Basis für Benzine, Diesel und weitere Ölprodukte und wird in unserer Zivilisation häufig verwendet.

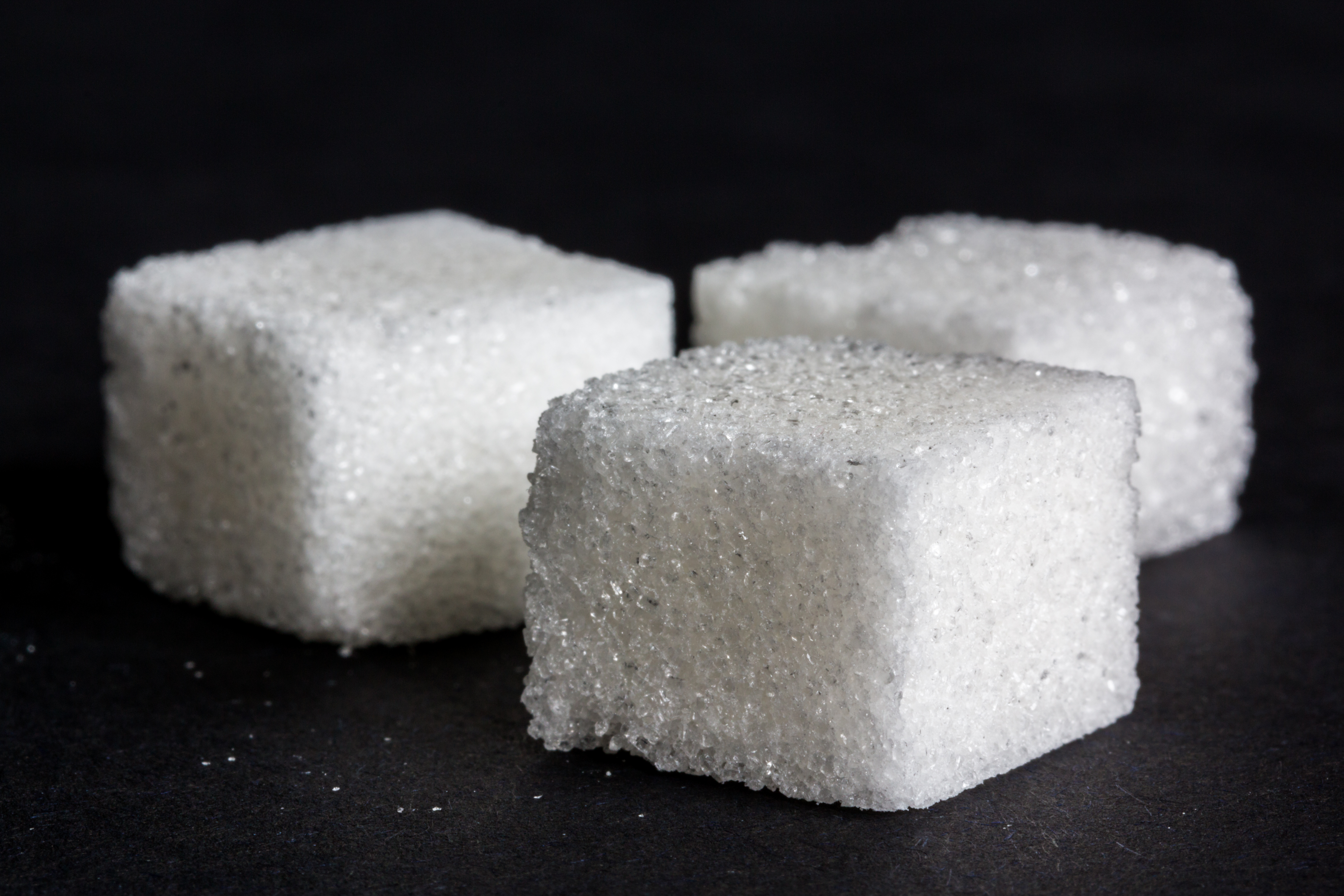
Würfelzucker: chemische Energie in Form von Saccharose, einem Mehrfachzucker.

Als chemische Energie wird die Energieform bezeichnet, die in Form einer chemischen Verbindung in einem Energieträger gespeichert ist und bei chemischen Reaktionen freigesetzt werden kann. Der Begriff geht auf Wilhelm Ostwald zurück, der ihn 1893 in seinem Lehrbuch „Chemische Energie“ (im Begriffspaar „Chemische und innere Energie“) neben andere Energieformen („Mechanische Energie“, „Wärme“, „Elektrische und magnetische Energie“ sowie „strahlende Energie“) stellte.
Der Ausdruck Chemische Energie beschreibt makroskopisch die Energie, die mit elektrischen Kräften in Atomen und Molekülen verbunden ist, soweit sie sich in chemischen Reaktionen auswirkt. Sie kann unterteilt werden in kinetische Energie der Elektronen und potentielle Energie der elektromagnetischen Wechselwirkung von Elektronen und Atomkernen. Sie ist eine Innere Energie, wie die thermische Energie und die Kernenergie.

## Verwendung des Begriffs
In der Fachwissenschaft Chemie wird der Ausdruck „chemische Energie“ nicht verwendet. Er ist nur unter Angabe der Umgebungsbedingungen eindeutig definiert – dafür existiert dann jeweils eine andere etablierte Bezeichnung.
Oft ist mit chemischer Energie die Energie gemeint, die durch die Verbrennung eines Stoffes (bei konstantem Druck) freigesetzt wird, also die Verbrennungsenthalpie. Der Satz von Hess ermöglicht die Berechnung der Energien bei chemischen Reaktionen aus den exakt definierten Bildungsenthalpien der beteiligten Verbindungen. Ähnliche Begriffe sind Heizwert und Brennwert; sie quantifizieren die bei einer Verbrennung maximal nutzbare Wärmemenge.
Die chemische Energie darf nicht mit der chemischen Bindungsenergie verwechselt werden. Die chemische Bindungsenergie beschreibt die Festigkeit einer bestimmten chemischen Bindung, gibt also an, wie viel Energie dem Molekül zur Auflösung der Bindung zugeführt werden muss (Aktivierungsenergie).
In anderen Naturwissenschaften, in den Ingenieurwissenschaften usw. wird der Begriff der chemischen Energie in seiner teilweise unscharfen Form oft verwendet. Obwohl manche Physikdidaktiker die Verwendung des Begriffs kritisieren („Der Begriff ist nützlich, wenn es um eine grobe Orientierung geht, erweist sich aber als widerspenstig, wenn man ihn streng zu fassen sucht. Im physikalischen Jargon ist er brauchbar, im physikalischen Kalkül überflüssig, zum physikalischen Verständnis hinderlich.“), kommt er in den meisten Didaktik-Veröffentlichungen und Schulbüchern vor.

## Verwendung Chemischer Energie in technischen Systemen

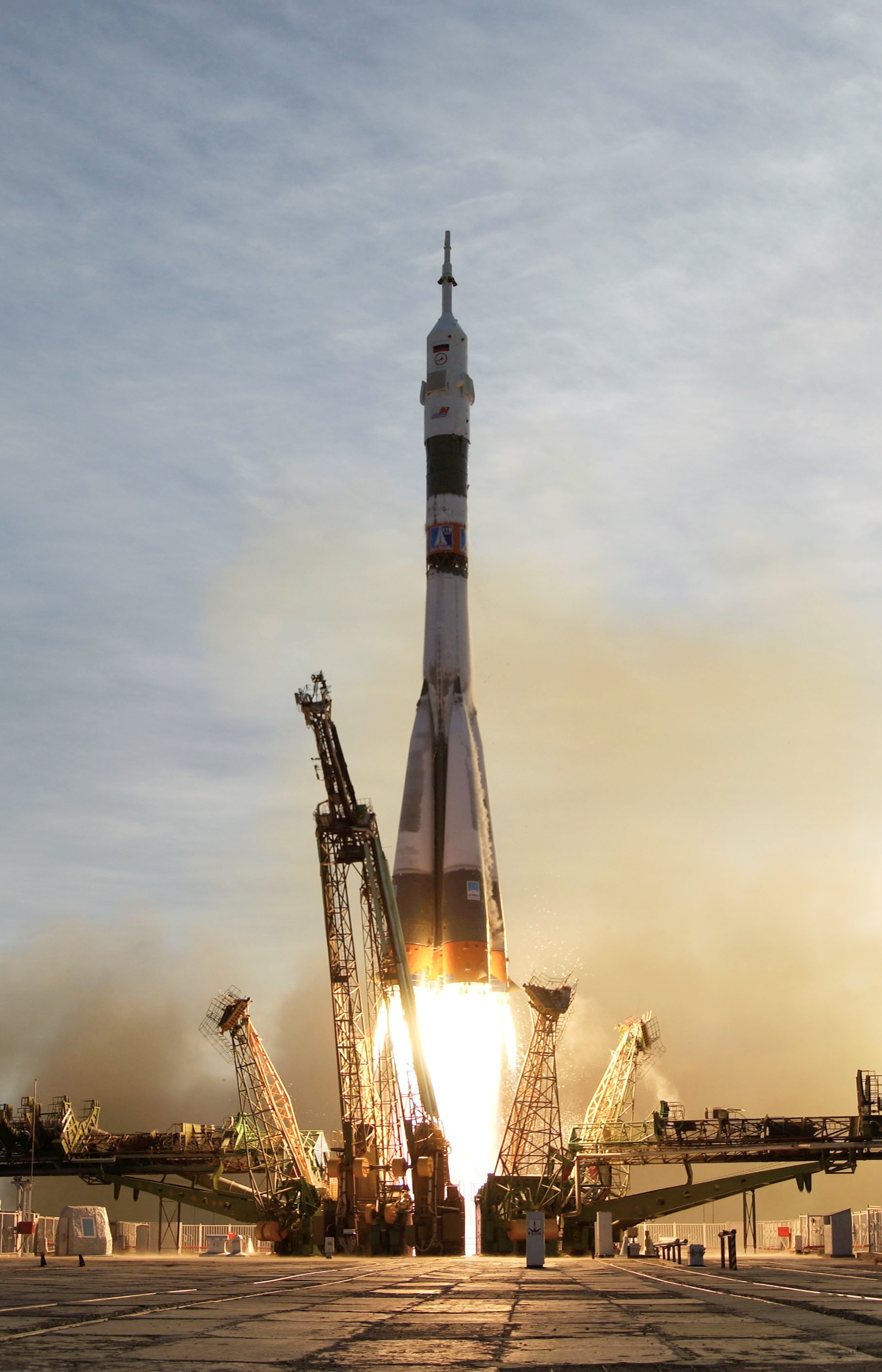
Soyuz-Raketenstart

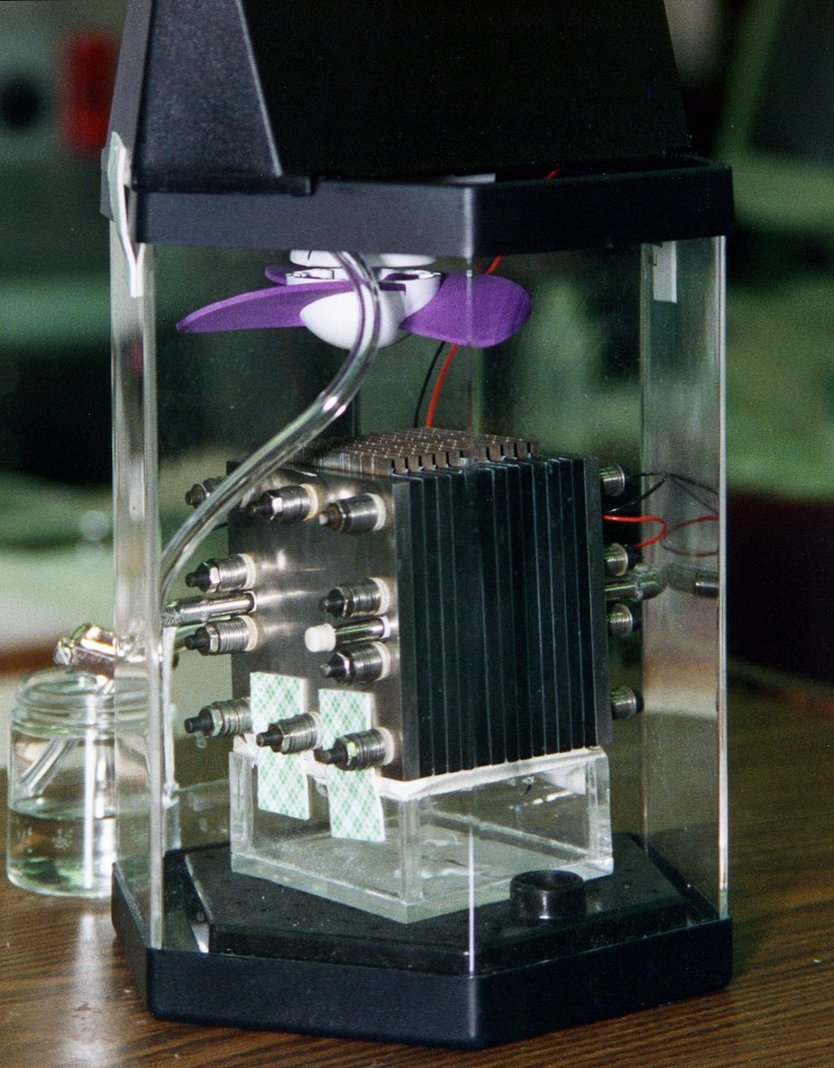
Mit Methanol betriebene Brennstoffzelle

Aus technischer Sicht ist in Treibstoffen chemische Energie gespeichert, die durch deren Verbrennung, etwa beim Antrieb von Fahrzeugen, in mechanische Energie umgewandelt wird. Brennstoffzellen erlauben den Wandel von chemischer Reaktionsenergie einer Verbrennung direkt in elektrische Energie. Bei Nutzung von Batterien wird über elektrochemische Redoxreaktionen chemische Energie direkt in elektrische Energie gewandelt. Ein Akkumulator verhält sich bei der Nutzung der Energie ähnlich wie eine Batterie, kann aber auch umgekehrt elektrische Energie in chemische wandeln und so speichern.

## Verwendung chemischer Energie in biologischen Systemen
Aus biologischer Sicht ist in organischer Nahrung chemische Energie gespeichert, die in ATP-Moleküle als Energieträger umgewandelt wird. Grüne Pflanzen beziehen ihre chemische Energie nicht aus organischer Nahrung, sondern aus dem Energiegehalt der Sonnenstrahlung, und manche Bakterien aus der Oxidationsenergie reduzierter Verbindungen (z. B. Fe2+ oder CH4). Die ATP-Moleküle innerhalb der biologischen Zellen erlauben, chemische, osmotische und mechanische Arbeit zu leisten.